# Campeonato Mundial de Balonmano Masculino Juvenil de 2011
El IV Campeonato Mundial de Balonmano Masculino Juvenil se celebró en Argentina, en la ciudad de Mar del Plata entre el 10 de agosto y el 20 de agosto de 2011 bajo la organización de la Federación Internacional de Balonmano (IHF) y la Confederación Argentina de Balonmano.

## Sedes
| Ciudad        | Instalación                          | Capacidad |
| ------------- | ------------------------------------ | --------- |
| Mar del Plata | Estadio Polideportivo Islas Malvinas | 7.666     |
| Mar del Plata | Estadio Once Unidos                  | 1.200     |

## Grupos
| Grupo A   | Grupo B       | Grupo C       | Grupo D   |
| --------- | ------------- | ------------- | --------- |
| Croacia   | Egipto        | Dinamarca     | España    |
| Serbia    | Francia       | Alemania      | Suiza     |
| Suecia    | Catar         | Túnez         | Argentina |
| Eslovenia | Brasil        | Corea del Sur | Gabón     |
| Baréin    | Nueva Zelanda | Rusia         | Chile     |